# Mangualde da Serra
Mangualde da Serra é uma localidade portuguesa do Município de Gouveia, na antiga província da Beira Alta, região do Centro e sub-região da Serra da Estrela, que foi sede da extinta Freguesia de Mangualde da Serra, freguesia qaue tinha 17,22 km² de área e 164 habitantes (2011), e, por isso, uma densidade populacional de 9,5 hab./km².
A Freguesia de Mangualde da Serra foi extinta em 2013, no âmbito de uma reforma administrativa nacional, para, em conjunto com a Freguesia de Aldeias, formar uma nova freguesia denominada União das Freguesias de Aldeias e Mangualde da Serra com sede em Aldeias.
Tem como padroeiro São Vicente. Festejam-se, também, aqui a Nossa Senhora de Fátima e a Nossa Senhora do Monte. Fica situada no Parque Natural da Serra da Estrela, e limitam-na as freguesias de Moimenta da Serra (2 km) e Aldeias (2 km); dista da sede de Município, a cidade de Gouveia, 5 km aproximadamente.
Pertence à rede de Aldeias de Montanha.

## População
| Totais | Totais | Totais | Totais | Totais | Totais | Totais | Totais | Totais | Totais | Totais | Totais | Totais | Totais | Totais | Totais |
| ------ | ------ | ------ | ------ | ------ | ------ | ------ | ------ | ------ | ------ | ------ | ------ | ------ | ------ | ------ | ------ |
| Censo  | 1864   | 1878   | 1890   | 1900   | 1911   | 1920   | 1930   | 1940   | 1950   | 1960   | 1970   | 1981   | 1991   | 2001   | 2011   |
| Habit  | 388    | 389    | 331    | 391    | 395    | 408    | 319    | 407    | 420    | 360    | 232    | 254    | 234    | 195    | 164    |
| Varº   |        | +0%    | -15%   | +18%   | +1%    | +3%    | -22%   | +28%   | +3%    | -14%   | -36%   | +9%    | -8%    | -17%   | -16%   |

|     | 0-14 anos | 15-24 anos | 25-64 anos | 65 e + anos |
| Hab | 23 \| 26  | 21 \| 10   | 97 \| 80   | 54 \| 48    |
| Var | +13%      | -52%       | -18%       | -11%        |

## Património Arquitetónico
- Igreja Matriz de São Vicente - Construção muito antiga cujas origens se desconhecem. Toda a sua construção é em pedra.
- Capela de Nossa Senhora do Monte[3] - Sabe-se que em 1721, o pároco da época fez referência em documentos oficiais ao património
- Capela de São Bento
- Capela de Nossa Senhora de Luján (ou Lugan)
- Cruzeiro - No largo da Cruz.

## Locais de Interesse Turístico
- Parque de Campismo do Vale do Rossim;
- Jardim no espaço envolvente da Casa de Turismo;
- Parque de Merendas da Senhora do Monte;
- Cabeça do Velho
- Penhas Douradas.

## Festas
- Festa de Nª. Srª. de Fátima – Maio
- Festa de Nª. Srª. do Monte – 15 de Agosto, cuja tradição remonta há mais de 300 anos. É a principal festa de Mangualde da Serra e celebra-se num local de grande atracção turística;

## Território
Possui uma paisagem de relevo, pois esta Aldeia de Montanha faz parte do Parque Natural da Serra da Estrela. Aqui, a Barragem do Vale do Rossim desempenha um papel fundamental na sua beleza e saúde natural;
Ecologia: Nascente do Rio Mondego, Ribeiras do Bandoim e Assecada;

## Heráldica
Brasão: escudo de púrpura, monte de três cômoros de prata, carregado de uma estrela de azul; em chefe, mangual de ouro, posto em banda. Coroa mural de prata de três torres. Listel branco, com a legenda a negro: «MANGUALDE da SERRA».
Bandeira: amarela. Cordão e borlas de ouro e púrpura. Haste e lança de ouro.